# Tour de França de 2004
La 91a edició del Tour de França començà el 3 de juliol del 2004 a la ciutat belga de Lieja i finalitzà als Camps Elisis de París el dia 25 de juliol del 2004.
Es recorregueren un total de 3.395 km repartits entre 20 etapes + el pròleg inicial, i hi participaren 188 corredors repartits entre 21 equips.
En aquesta edició destaquen les dues etapes contrarellotge a l'última setmana, sent una d'elles una cronoescalada al mític cim d'Aup d'Uès.
El vencedor inicial va ser l'estatunidenc Lance Armstrong, que aconseguia la seva sisena victòria consecutiva. No obstant això, el 2012 l'UCI va anul·lar per dopatge tots els resultats des del 1998. Així l'edició de 2004 es va declarar oficialment sense guanyador.

## Equips
| Núm.    | Codi | Equip                             |
| ------- | ---- | --------------------------------- |
| 1-9     | USP  | US Postal Service p/b Berry Floor |
| 11-19   | TMO  | T-Mobile Team                     |
| 21-29   | PHO  | Phonak Hearing Systems            |
| 31-39   | EUS  | Euskaltel-Euskadi                 |
| 41-49   | FAS  | Fassa Bortolo                     |
| 51-59   | C.A  | Crédit Agricole                   |
| 61-69   | CSC  | Team CSC                          |
| 71-79   | IBB  | Illes Balears-Banesto             |
| 81-89   | GST  | Team Gerolsteiner                 |
| 91-99   | COF  | Cofidis                           |
| 101-109 | QSD  | Quick Step-Davitamon              |

| Núm.    | Codi | Equip                  |
| ------- | ---- | ---------------------- |
| 111-119 | LST  | Liberty Seguros-Würth  |
| 121-129 | BLB  | Brioches La Boulangère |
| 131-139 | ALB  | Alessio-Bianchi        |
| 141-149 | A2R  | AG2R Prévoyance        |
| 151-159 | RAB  | Rabobank               |
| 161-169 | FDJ  | fdjeux.com             |
| 171-179 | SAE  | Saeco                  |
| 181-189 | LOT  | Lotto-Domo             |
| 191-199 | DVE  | Domina Vacanze         |
| 201-209 | RAG  | RAGT Semences-MG Rover |

## Etapes
| Núm. d'etapa | Data         | Inici - final                        | km        | Guanyador           | Líder             |
| Pròleg       | 3 de juliol  | Liège - Liège                        | 6,1 (CRI) | Fabian Cancellara   | Fabian Cancellara |
| 1a           | 4 de juliol  | Liège - Charleroi                    | 202       | Jaan Kirsipuu       | Fabian Cancellara |
| 2a           | 5 de juliol  | Charleroi - Namur                    | 197       | Robbie McEwen       | Thor Hushovd      |
| 3a           | 6 de juliol  | Waterloo - Wasquehal                 | 210       | Jean-Patrick Nazon  | Robbie McEwen     |
| 4a           | 7 de juliol  | Cambrai - Arràs                      | 64 (CRE)  | US Postal           | Lance Armstrong   |
| 5a           | 8 de juliol  | Amiens - Chartres                    | 200       | Stuart O'Grady      | Thomas Voeckler   |
| 6a           | 9 de juliol  | Bonneval - Angers                    | 196       | Tom Boonen          | Thomas Voeckler   |
| 7a           | 10 de juliol | Châteaubriant - Saint-Brieuc         | 204       | Filippo Pozzato     | Thomas Voeckler   |
| 8a           | 11 de juliol | Lamballe - Quimper                   | 168       | Thor Hushovd        | Thomas Voeckler   |
| 9a           | 13 de juliol | St-Léonard - Guéret                  | 160       | Robbie McEwen       | Thomas Voeckler   |
| 10a          | 14 de juliol | Limoges - Sant Flor                  | 237       | Richard Virenque    | Thomas Voeckler   |
| 11a          | 15 de juliol | Sant Flor - Figeac                   | 164       | David Moncoutié     | Thomas Voeckler   |
| 12a          | 16 de juliol | Castelsarrasin - La Mongie           | 197       | Ivan Basso          | Thomas Voeckler   |
| 13a          | 17 de juliol | Lannemezan - Plateau de Beille       | 205       | Lance Armstrong     | Thomas Voeckler   |
| 14a          | 18 de juliol | Carcassona - Nimes                   | 192       | Aitor González      | Thomas Voeckler   |
| 15a          | 20 de juliol | Valréas - Villard-de-Lans            | 180       | Lance Armstrong     | Lance Armstrong   |
| 16a          | 21 de juliol | Le Bourg-d'Oisans - Alpe d'Huez      | 15 (CRI)  | Lance Armstrong     | Lance Armstrong   |
| 17a          | 22 de juliol | Le Bourg-d'Oisans - Le Grand-Bornand | 204       | Lance Armstrong     | Lance Armstrong   |
| 18a          | 23 de juliol | Annemasse - Lons-le-Saunier          | 166       | Juan Miguel Mercado | Lance Armstrong   |
| 19a          | 24 de juliol | Besançon - Besançon                  | 55 (CRI)  | Lance Armstrong     | Lance Armstrong   |
| 20a          | 25 de juliol | Montereau-Fault-Yonne - París        | 163       | Tom Boonen          | Lance Armstrong   |

## Classificacions finals

### Classificació general
|     | Ciclista          | Equip         | Temps     |
| --- | ----------------- | ------------- | --------- |
| DSQ | Lance Armstrong   | US Postal     | 83h36'02" |
| 2   | Andreas Klöden    | T-Mobile Team | + 6'19"   |
| 3   | Ivan Basso        | Team CSC      | + 6'40"   |
| 4   | Jan Ullrich       | T-Mobile Team | + 8'50"   |
| 5   | José Azevedo      | US Postal     | + 14'30"  |
| 6   | Francisco Mancebo | Illes Balears | + 18'01"  |
| 7   | Georg Totschnig   | Gerolsteiner  | + 18'27"  |
| 8   | Carlos Sastre     | Team CSC      | + 19'51"  |
| DSQ | Levi Leipheimer   | Rabobank      | + 20'12"  |
| 10  | Óscar Pereiro     | Phonak        | + 22'54"  |

### Classificacions secundàries
|     | Ciclista          | Equip                |     |
| --- | ----------------- | -------------------- | --- |
| 1   | Richard Virenque  | Quick Step-Davitamon | 226 |
| DSQ | Lance Armstrong   | US Postal            | 172 |
| 3   | Michael Rasmussen | Rabobank             | 119 |
| 4   | Ivan Basso        | Team CSC             | 119 |
| 5   | Christophe Moreau | Crédit Agricole      | 115 |

|   | Ciclista       | Equip             | Punts |
| - | -------------- | ----------------- | ----- |
| 1 | Robbie McEwen  | Lotto-Domo        | 272   |
| 2 | Thor Hushovd   | Crédit Agricole   | 247   |
| 3 | Erik Zabel     | T-Mobile Team     | 245   |
| 4 | Stuart O'Grady | Cofidis           | 234   |
| 5 | Danilo Hondo   | Team Gerolsteiner | 227   |

|   | Ciclista         | Equip                  | Punts       |
| - | ---------------- | ---------------------- | ----------- |
| 1 | Vladimir Karpets | Illes Balears-Banesto  | 84h 01' 13" |
| 2 | Sandy Casar      | Fdjeux.com             | + 3'42"     |
| 3 | Thomas Voeckler  | Brioches La Boulangère | + 6'01"     |
| 4 | Michael Rogers   | Quick Step-Davitamon   | + 16'28"    |
| 5 | Iker Camaño      | Euskaltel-Euskadi      | + 22'03"    |

| Pos. | Equip                 | Temps        |
| ---- | --------------------- | ------------ |
| 1    | T-Mobile Team         | 248h 58' 43" |
| 2    | US Postal Service     | + 2'42"      |
| 3    | Team CSC              | + 10'33"     |
| 4    | Illes Balears-Banesto | + 52'26"     |
| 5    | Quick Step-Davitamon  | + 57'33"     |